# Выборгский механический завод
Выборгский механический завод (швед. Wiborgs Mekaniska Verkstad, Aktiebolaget, фин. Viipurin konepaja Oy) — предприятие технического профиля (мастерские), работавшее в Выборге с 1861 года. В заводских цехах, с 1864 года находящихся на углу Ленинградского проспекта и улицы Морская Набережная, после банкротства предприятия в 1908 году размещались подразделения заводов аналогичного профиля, в том числе и после вхождения города в Советский Союз.
Комплекс производственных помещений объявлен памятником архитектуры как исторического поселения федерального значения город Выборг.

## История
Предприятие было основано в 1861 году. Производило, в частности, сельскохозяйственную технику, транспортные средства, замки и гвозди. В 1864 году предприятие было преобразовано в акционерное общество, одним из владельцев которого была Hackman & Co. В связи с этим официальным финноязычным названием стало Viipurin Konepaja Oy. В 1867 году был построен новый литейный цех. В 1869 году для развития судостроения были построены большой док, завод паровых котлов, пристань, установлен большой кран. Продукцией предприятия на этом этапе были в основном пароходы. Завод также выпустил туристическую канатную дорогу в Иматранкоски, которая работала с 1872 по 1883 год. В 1879 году по проекту городского архитектора Ф. А. Оденваля заводские помещения были перестроены и расширены. 
Это было ведущее промышленное предприятие в своей области в Финляндии, но в 1883 году у него возникли проблемы. В то время его арендовал Э. Филемон Галлен. У него уже была собственная механическая мастерская в его доме на Фредрикинкату (нынешний переулок Николаева) в Выборге с 1875 года. 
После смерти Галлена в 1893 году предприятие обанкротилось и было разделено на две части. Сын Галлена, инженер Ялмар Галлен, выкупил часть под механический цех, специализирующийся на строительстве пароходов.  В 1899 году завод перешёл в собственность бельгийской компании, по заказу которой архитекторы Эмиль Густафсон и Аллан Шульман значительно расширили производственные помещения.
Работа механического завода прекратилась из-за банкротства в 1908 году, однако после перерыва работа в машиностроительных цехах возобновилась. В 1909 году предприятие начало производить бумагоделательные машины и поставило первую бумагоделательную машину, произведённую в Финляндии, на бумажную фабрику Киссакоски в Хирвенсалми. На фабриках в Леппякоски и Мюллюкоски также были бумагоделательные машины производства Выборгского механического цеха. 
Наряду с Готфридом Стрёмбергом предприятие было пионером в финской электротехнической промышленности. Оно производило генераторы, двигатели и трансформаторы. Верфь также играла большую роль в производстве паровых двигателей и кораблей. Ещё в начале 1930-х годов в цехах производились паровые котлы и паровые машины.
С возведением по соседству комплекса зданий Выборгского хлебокомбината часть заводских помещений в квартале была выкуплена компанией SOK для устройства зернового склада, к которому был проведён специальный конвейер для обеспечения выгрузки зерна прямо из трюмов кораблей, пришвартованных в Выборгском порту. 
Помещения заводских цехов сильно пострадали во время боевых действий в советско-финских войнах.
После войны предприятие завершило деятельность, но даже сегодня во внутренних водах Финляндии эксплуатируется несколько десятков кораблей, построенных в Выборге. Здесь была построена большая часть финских пароходов со стальным корпусом. К ним относятся, например, S/S Salama и S/S Hurma.
В историю развития судостроительной промышленности вошли и другие выборгские предприятия: такие, как Выборгская верфь и Выборгский судостроительный завод.